# Baronetti Trevelyan

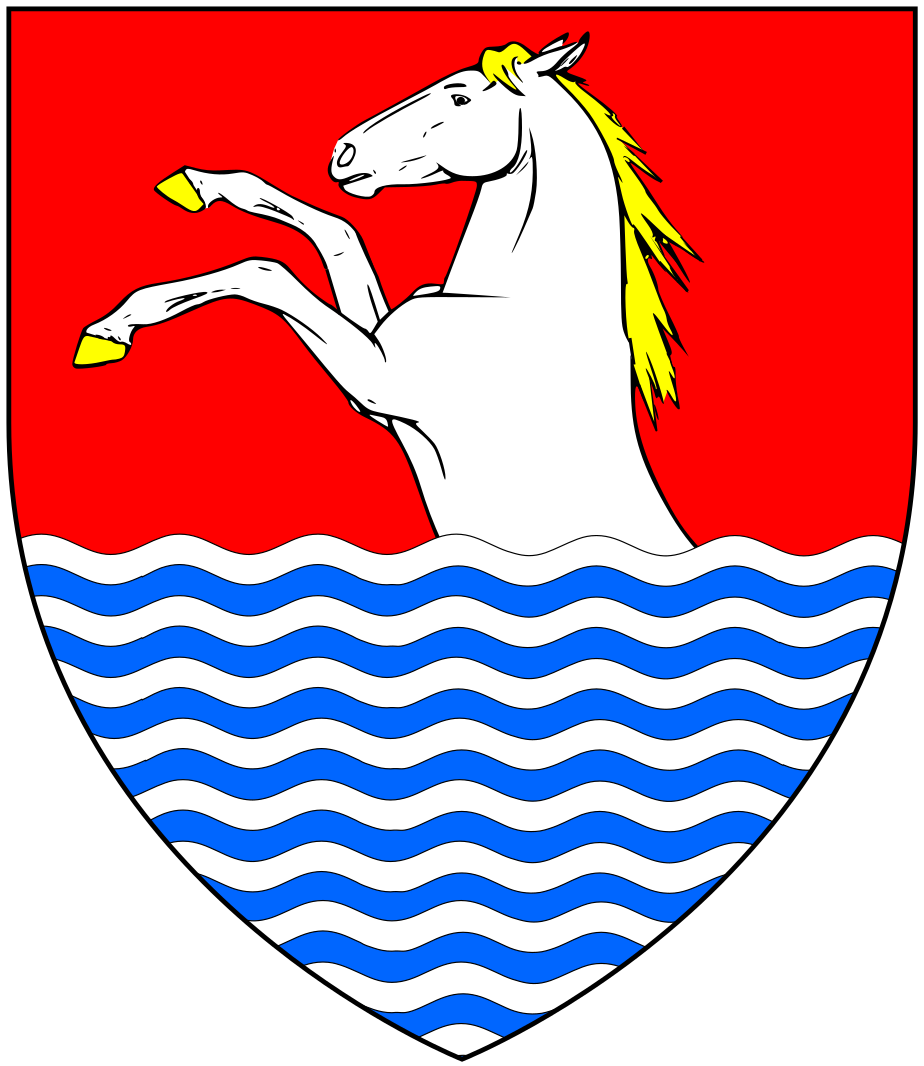
Stemma della famiglia Trevelyan.

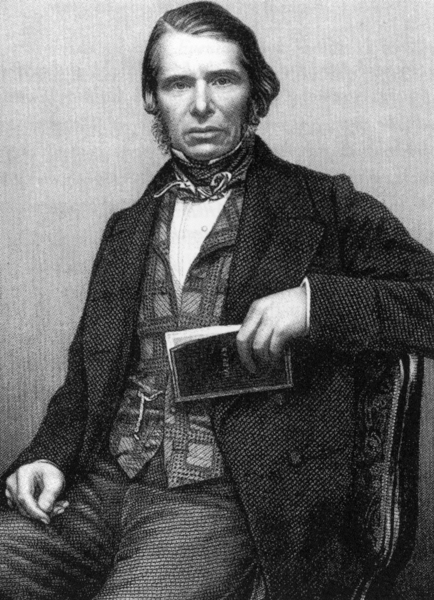
Sir Charles Trevelyan, I Baronetto di Wallington

Sono stati creati due titoli di baronetto per due famiglie nobili diverse di cognome Trevelyan, una che rientra nei titoli di baronetto d'Inghilterra e una che rientra invece nei titoli di baronetto del Regno Unito.

## Origini
La famiglia derivò il suo cognome dal maniero di Trevelyan nella parrocchia di St Veep, Cornovaglia, situato nell'antico Hundred di West Wivel, chiamato Trewellen nel Domesday Book del 1086, e mostrato nella mappa del British Ordnance Survey del 1890, visto che era situato a circa un miglio a est di Penpoll. Un diverso maniero chiamato Trevelien del 1086 (ora chiamato Trevillyn) si trova nell'adiacente Hundred di Powder.

## Baronetti Trevelyan di Nettlecombe (1635-1976)
I Trevilian, in seguito baronetti Trevelyan di Nettlecombe nella contea di Somerset, ricevettero il loro titolo il 24 gennaio 1662, inizialmente per George Trevilian. Era il figlio di George Trevilian, un membro della nobiltà del Somerset e un sostenitore della causa realista durante la guerra civile. Il 2º baronetto fu membro del Parlamento per il Somerset e per Minehead. Ha cambiato l'ortografia del cognome di famiglia in Trevelyan. Il 4º baronetto era un membro del Parlamento per Newcastle-upon-Tyne e per Somerset. L'8º baronetto prestò servizio come Alto Sceriffo della Cornovaglia dal 1906 al 1907. Al 28 febbraio 2014 l'attuale baronetto non ha dimostrato con successo la sua successione e quindi non è nell'Albo Ufficiale del baronetto, con il titolo di baronetto considerato dormiente dal 1976.
Membri di spicco del ramo senior includevano: Il Venerabile George Trevelyan (terzo figlio del 4º baronetto), Arcidiacono di Taunton nel Somerset. Il suo terzo figlio Henry Willoughby Trevelyan era un maggiore generale dell'esercito britannico. Il suo figlio minore Sir Ernest John Trevelyan (1850–1929) era un giudice dell'Alta Corte di Calcutta, uno scrittore su questioni legali e un membro del Consiglio comunale di Oxford. Humphrey Trevelyan, Barone Trevelyan, figlio del reverendo George Philip Trevelyan, figlio del reverendo William Pitt Trevelyan, sesto figlio del suddetto Venerabile George Trevelyan, è stato un diplomatico e scrittore.
Ecco la successione dei baronetti Trevelyan di Nettlecombe:
- Sir George Trevilian, 1º baronetto (1635–1671 circa)
- Sir John Trevelyan, 2º baronetto (1670–1755)
- Sir George Trevelyan, 3º baronetto (1707–1768)
- Sir John Trevelyan, 4º baronetto (1735–1828)
- Sir John Trevelyan, 5º baronetto (1761–1846)
- Sir Walter Calverley Trevelyan, 6º baronetto (1797–1879)
- Sir Alfred Wilson Trevelyan, 7º baronetto (1831–1891)
- Sir Walter John Trevelyan, 8º baronetto (1866–1931)
- Sir Willoughby John Trevelyan, 9º baronetto (1902–1976)

## Baronetti Trevelyan di Wallington (1874–oggi)
Il titolo di baronetto Trevelyan di Wallington nella contea di Northumberland, venne creato il 13 marzo 1874 per il funzionario pubblico e amministratore coloniale Sir Charles Trevelyan, 1º baronetto. La tenuta di Wallington venne ereditata da Sir George Trevelyan, 3º baronetto (1707–1768) da sua moglie Julia Calverley, figlia di Sir Walter Calverley, 1º baronetto, e da sua moglie Julia Blackett, erede del castello di Wallington, ricostruito dai Blackett nel 1689, che lo acquistò dalla famiglia Fenwick. Il 1º baronetto era figlio del già citato Venerabile George Trevelyan, terzo figlio del 4º baronetto di quelli del 1662. Il 2º baronetto, George Otto Trevelyan, era un eminente storico e politico liberale. Il 3º baronetto, Charles Phillips Trevelyan, era un politico liberale e successivamente laburista. Il 4º baronetto, George Lowthian Trevelyan, era un insegnante, artigiano e pensatore New Age. Si possono citare anche altri tre membri di questo ramo della famiglia: R.C. Trevelyan, secondo figlio del 2º baronetto, era un poeta e drammaturgo. Suo figlio Julian Trevelyan era un pittore. G.M. Trevelyan, terzo figlio del 2º baronetto, fu un illustre storico. Il Trevelyan College, Durham, prende il nome da G.M. Trevelyan e deriva il suo stemma da quello della famiglia Trevelyan. La sede della famiglia è Wallington Hall, vicino a Cambo nel Northumberland. Il rilascio di documenti storici ha dimostrato che gran parte della ricchezza della famiglia derivava dalla detenzione di schiavi in Grenada. Nel 2023, almeno 42 membri della famiglia Trevelyan hanno firmato delle scuse formali alle vittime della schiavitù e hanno donato un fondo per pagare le riparazioni volontarie.
Ecco la successione dei baronetti Trevelyan di Wallington:
- Sir Charles Edward Trevelyan, 1º baronetto (1807–1886)
- Sir George Otto Trevelyan, 2º baronetto (1838-1928)
- Sir Charles Philips Trevelyan, 3º baronetto (1870–1958)
- Sir George Lowthian Trevelyan, 4º baronetto (1906–1996)
- Sir Geoffrey Washington Trevelyan, 5º baronetto (1920–2011)
- Sir Peter John Trevelyan, 6º baronetto (nato nel 1948)

L'erede è l'unico figlio dell'attuale baronetto, Julian Miles Trevelyan (nato nel 1998).